# Conferenza europea sulle città sostenibili
La prima conferenza europea sulle città sostenibili, nota anche come conferenza di Aalborg, si svolse dal 24 al 27 maggio del 1994 nella cittadina danese di Aalborg sotto il patrocinio congiunto della Commissione europea e della città stessa.

## Decisioni
Questa conferenza fu organizzata dal Consiglio internazionale per le iniziative ambientali locali (ICLEI), che curò il progetto della Carta delle città europee per uno sviluppo durevole e sostenibile, che fu rielaborata durante la conferenza.